# 卡斯特尔萨多
卡斯特尔萨多（義大利語：Castelsardo），是意大利撒丁大区萨萨里省的一个市镇。总面积45.48平方公里，人口5847人，人口密度128.6人/平方公里（2009年）。ISTAT代码为090023。